# Radsted
Radsted er en landsby på Lolland med 211 indbyggere i byområdet (2016). Landsbyen nåede for første gang over 200 indbyggere pr. 1. januar 2010. Radsted er beliggende fire kilometer øst for Sakskøbing og 14 kilometer vest for Nykøbing Falster. Byen tilhører Guldborgsund Kommune og er beliggende i Region Sjælland.
Den hører til Radsted Sogn og Radsted Kirke ligger i landsbyen.